# Anclyoceras
Anclyoceras – rodzaj głowonogów z podgromady amonitów.
Żył w okresie kredy (barrem – apt).